# Rascal Flatts
Rascal Flatts este o formație de country pop/country rock din Statele Unite. Au fost nominalizați la Premiile Grammy.

## Discografie
- Rascal Flatts (2000)
- Melt (2002)
- Feels Like Today (2004)
- Me and My Gang (2006)
- Still Feels Good (2007)
- Unstoppable (2009)
- Nothing Like This (2010)
- Changed (2012)
- Rewind (2014)

### U.S. Country number one singles
- "These Days" (2002) (3 weeks)
- "Mayberry" (2004)
- "Bless the Broken Road" (2005) (5 weeks)
- "Fast Cars and Freedom" (2005) (3 weeks)
- "What Hurts the Most" (2006) (4 weeks) [A]
- "My Wish" (2006)
- "Stand" (2007)
- "Take Me There" (2007) (3 weeks)
- "Here" (2009) (2 weeks)
- "Here Comes Goodbye" (2009)
- "Why Wait" (2010) (2 weeks)
- "Banjo" (2012)